# پیر کلاینهایدر
پیر کلاینهایدر (انگلیسی: Pierre Kleinheider؛ زادهٔ ۷ نوامبر ۱۹۸۹) بازیکن فوتبال اهل آلمان است.
از باشگاه‌هایی که در آن بازی کرده‌است می‌توان به باشگاه فوتبال اف‌اس‌وی فرانکفورت، باشگاه فوتبال هالشر، و باشگاه فوتبال آلمانیا آخن اشاره کرد.